# Anthony Modeste (1988)
Anthony Modeste (Cannes, 14 de abril de 1988) é um futebolista profissional francês que atua como atacante. Atualmente está no Al-Ahly.

## Carreira
Anthony Modeste começou a carreira no OGC Nice. Após um empréstimo bem sucedido pelo Angers, Modeste juntou-se ao Bourdeaux, por uma quantia de 3 milhões de euros, para ser substituto de Marouane Chamakh. Pela equipe bordalêsa, Modeste jogou em sua primeira temporada, mas já na segunda foi emprestado ao Blackburn Rovers, e então ao Bastia, onde teve sucesso.
Após os novos empréstimos, Modeste assinou um contrato de três anos com o Hoffenheim, Alemanha. Com rendimento mediano, permaneceu somente por duas temporadas na equipe. Em 2015, Modeste foi apresentado como reforço do 1. FC Köln, após assinatura de contrato de quatro anos. Foi por esta equipe que viveu o auge de sua carreira. Logo em sua estreia anotou um hat-trick contra o SV Meppen, pela DFB Pokal, e ao longo da temporada anotaria mais 15 gols, todos na Bundesliga. Em sua segunda temporada, viveria o ápice, marcando 27 gols em 37 gols, sendo 25 gols apenas no campeonato da Bundesliga de 2016-17, no qual ficou em terceiro na tabela de artilheiros, atrás apenas de Pierre-Emerick Aubameyang e Robert Lewandowski. Com seu desempenho fora da curva, Modeste ajudou o time a classificar para fase de grupos da Liga Europa da UEFA de 2017–18.
Ainda em 2017, Modeste mudou-se para o Tianjin Tianhai, da China, por uma soma de 35 milhões de euros no total. Em 17 de novembro de 2018, foi anunciada a volta de Modeste para o Colônia, após imbróglio judicial contra o clube chinês junto à FIFA. Junto com o clube alemão ele conquistou o título da 2. Bundesliga de 2018-19. Sem muito sucesso com o clube na volta à primeira divisão, foi emprestado ao Saint-Étienne. De volta ao Colônia, e com a chegada do novo treinador, Steffen Baumgart, Modeste retomou o posto de titular da equipe.

## Títulos

#### 1. FC Köln
- 2. Bundesliga: 2018-19

#### Al-Ahly
- Copa do Egito: 2022–23
- Supercopa do Egito: 2023
- Liga dos Campeões da CAF: 2023–24
- Copa Afro-Asia-Pacifico: 2024